# Inkomensgarantie-uitkering
De inkomensgarantie-uitkering is in België een vorm van werkloosheidsuitkering waarbij er een opleg gegeven wordt boven op een deeltijds loon.
In grote lijnen komt het erop neer dat een volledig werkloze die deeltijds begint te werken een netto inkomen heeft dat minstens even hoog is als wanneer hij of zij volledig werkloos blijft voor alle dagen van de week. In het huidige systeem zal het netto inkomen zelfs stijgen indien de werkloze een deeltijdse betrekking aanvat van meer dan 1/3 van een voltijdse betrekking.
Iemand die een inkomensgarantie-uitkering wenst te ontvangen moet aan een aantal administratieve verplichtingen voldoen, zoals aangifte bij de regionale tewerkstellingsdienst (V.D.A.B.,  Actiris, Forem of ADG), een uitkeringsaanvraag indienen, de gewerkte uren aanduiden op een vooraf door de gemeente gevalideerd formulier C3-deeltijds en het maandelijks indienen van een formulier C131B en een formulier C3-deeltijds. Alle C-documenten moeten via de uitbetalingsinstelling (vakbond of hulpkas voor werkzoekenden) doorgestuurd worden naar de RVA.